# Susanne Feske
Susanne Feske (* 22. August 1957 in Hannover; † 12. Februar 2020 in Münster) war eine deutsche Politikwissenschaftlerin.

## Leben
Nach dem Abitur im Juni 1976 begann Susanne Feske ein Studium der Politikwissenschaft an der Freien Universität Berlin, das sie 1981 mit dem Diplom und der Note „sehr gut“ abschloss. 1990 promovierte sie mit einer Arbeit über „Die ASEAN-Staaten und regionale Sicherheit“ magna cum laude zum Dr. phil.
Von 1982 bis 1984 war sie wissenschaftliche Angestellte der Stiftung Wissenschaft und Politik, Ebenhausen und 1986 bis 1988 wissenschaftliche Mitarbeiterin am Fachbereich Politische Wissenschaft im Institut für Internationale Politik und Regionalstudien der Freien Universität Berlin, ab 1987 auch als Dozentin. 1988 bis 1989 wechselte sie als wissenschaftliche Referentin an das Institut für Friedensforschung und Sicherheitspolitik der Universität Hamburg.
1989 kehrte sie als wissenschaftliche Mitarbeiterin zum Fachbereich Politische Wissenschaft, Arbeitsstelle Transatlantische Außen- und Sicherheitspolitik der Freien Universität Berlin zurück, wo sie ab 1991 auch als wissenschaftliche Koordinatorin in der Zentralen Universitätsverwaltung tätig war.
Seit 1999 war Susanne Feske Professorin am Institut für Politikwissenschaft der Westfälischen Wilhelms-Universität in Münster im Bereich C Internationale Beziehungen mit dem Schwerpunkt Asienpolitik.
Ihre Arbeits- und Forschungsschwerpunkte waren:
- Politik Südostasiens
- ASEAN
- Rüstung und Rüstungskontrolle in Asien
- Japanische Außenpolitik
- Theorien der Internationalen Beziehungen

## Schriften

### Internationale Risikopolitik(Baden-Baden 2002)
Das Buch ist in Zusammenarbeit mit Christopher Daase und Ingo Peters entstanden und erschien in der Nomos-Verlagsgesellschaft. Es handelt sich hierbei um eine Aufsatzsammlung.
Die zentrale Annahme dieser Arbeit ist, dass die Risiken die internationalen Beziehungen im Zeitalter der Globalisierung prägen. Seit 1990 sieht sich die Sicherheitspolitik großer Ungewissheit ausgesetzt. Migration, Terrorismus, Fundamentalismus, Drogenhandel, Hacker-Angriffe, globale Finanzkrisen und der Zerfall von Staaten stehen auf der sicherheitspolitischen Tagesordnung – Gefahren, deren Potential häufig strittig ist und bei denen oft kein Verursacher identifiziert werden kann. Sie sind somit exemplarische Probleme, die heute verstärkt als sicherheitspolitische Herausforderungen der politischen Akteure wahrgenommen werden. Der Umgang mit diesen Problemfeldern, erfordert eine neue/andere,(pro-) aktive Risiko- bzw. Sicherheitspolitik. Folgende Fragen werden dabei relevant: Wie reagieren politische Akteure auf internationale Risiken (Risikoperzeption)? Warum werden unterschiedliche Strategien im Umgang mit Risiken gewählt (Risikopolitik)? Welche Rückwirkungen haben die jeweils verschiedenen Risikostrategien auf internationale Prozesse und Strukturen (Risikoparadox)? Bestehen Möglichkeiten für eine internationale Kooperation zur Risikobewältigung? (Wenn ja, welche sind das?)
Die Beiträge in diesem Band gehen zentralen Dimensionen der internationalen Risikopolitik auf den Grund und ermöglichen durch die Ergebnisse der Forschungsarbeit neue Erkenntnisse über das Risikoparadox in den internationalen Beziehungen. Anhand dessen bietet diese Aufsatzsammlung einen guten Überblick über aktuelle Tendenzen und Herausforderungen der internationalen Risikopolitik und verdeutlicht anhand von Fallstudien die Zusammenhänge zwischen Risikoperzeption, Risikopolitik sowie den nicht-intendierten Konsequenzen einer pro-aktiven Sicherheitspolitik, dem Risikoparadox. Des Weiteren wird auf Theorien der Politikwissenschaft immer wieder zurückgegriffen.

### ASEAN: Ein Modell für regional Sicherheit(Baden-Baden 1991)
Jedermann sah den Gegensatz zwischen Ost und West sowie dessen Ausprägung hinsichtlich Politik und Militär im Mittelpunkt der Forschung von Krieg und Frieden. Die Dritte Welt spielte dabei keine zentrale Rolle. Doch gerade durch die strategisch gute Lage und dem damit zwangsläufigen Interesse der Großmächte war in solchen Regionen die internationale Sicherheitsbeziehung von besonderer Wichtigkeit. In Untersuchungen, die dieses Buch zu Grunde legt, versuchte man, allgemeine Regelmäßigkeiten zur Entstehung von Kriegen zu finden und daraus Möglichkeiten zur Konfliktverhinderung abzuleiten. Die Ergebnisse zeigten, dass Dritte Welt Länder, insbesondere die Region Südostasien und der ASEAN-Staaten, Strukturen hinsichtlich der Themen Konflikt und Sicherheit aufgebaut hatten. Diese Strukturen waren jedoch kaum erforscht oder analysiert.
Im Mittelpunkt der Untersuchungen, mit dem sich das Buch beschäftigt, steht das Konzept „regionale Sicherheit“ der ASEAN-Staaten. Dabei wird die gesamte ASEAN-Staaten-Region in Betracht gezogen. Die Erfassung interner und externer Konflikte, die Wahrnehmung der Staaten hinsichtlich Bedrohung und die von ihnen entwickelte und angewandte Struktur beziehungsweise die Strategie zur Bewältigung dieser Konflikte, wird in das Forschungszentrum gestellt.
Die diesbezügliche Forschung wird in 4 Forschungssektoren unterteilt:
1. Sicherheit. Die allgemeine Gültigkeit dieses Begriffes, sowie die Anwendbarkeit in der Dritten Welt bzw. in der ASEAN-Region sind festzustellen.
2. Verschiedene Konfliktebenen. Zentrale Momente sind hierbei der Konflikt innerhalb der ASEAN-Staaten, d. h. zum einen zwischen der Gesellschaft des Staates und den militärischen Eliten und zum anderen unter den ASEAN-Staaten selbst und des Weiteren der Konflikt zwischen ASEAN-Staaten und anderen Ländern.
3. Möglichkeiten/Strategien zur Konfliktbewältigung. Die Staaten nutzen zur Konfliktbewältigung viele Instrumente der Bereiche des Militärs, der Politik, der Diplomatie, sowie der Sozioökonomie. Auch dies muss in die Forschungsarbeit einbezogen und analysiert werden.
4. Kritische Schau auf die Sicherheitspolitik. Dabei ist dir Beurteilung, ob der momentane Stand für die Zukunft ausreichend ist, interessant und von Bedeutung.

Zum Abschluss der Forschung war festzuhalten, dass die Region Südost-Asiens im Moment des Forschungsendes konfliktfrei war. Die ASEAN-Staaten haben ihre Souveränität sowie die Behauptung ihrer Gebiete erreicht. Konflikte innerhalb der ASEAN-Staaten konnten beziehungsweise können gewaltfrei gelöst werden, eine Zusammenarbeit wird angestrebt. Die „Abwehrmechanismen“ innerhalb einzelner Staaten und Regionalebenen hinsichtlich Konflikten konnten ASEAN-Staaten vor direkten militärischen Konflikten bewahren. Die Staaten bestehen weiter, trotz Spannungen und Konflikten innerhalb der Regionen bzw. Staaten, als nationale Einheit. Des Weiteren erreichen sie sogar ein Wirtschaftswachstum, das ihnen Stabilität ermöglicht.
Im Bereich der internationalen Diplomatie als auch im Aufbau einer Handelspartnerschaft mit den Weltmächten konnten die ASEAN-Staaten einen Fortschritt verzeichnen. Sie fanden das Gleichgewicht zwischen dem Interesse der einzelnen Staaten (national) und der Zusammenarbeit als Region (regional). Des Weiteren entwickelten sie einen Sicherheitsbegriff, der nicht mehr das Militär ins Zentrum rückt, sondern Sicherheit vielmehr durch die Stabilität im Inneren definiert.

### Weitere Schriften
- Christopher Daase, Ingo Peters, Susanne Feske (Hg.): Internationale Risikopolitik: der Umgang mit neuen Gefahren in den internationalen Beziehungen. Nomos, Baden-Baden 2002, ISBN 3-7890-8154-X.
- ASEAN: ein Modell für regionale Sicherheit: Ursprung, Entwicklung und Bilanz sicherheitspolitischer Zusammenarbeit in Südostasien. Nomos, Baden-Baden 1991 ISBN 3-7890-2395-7.
- ASEAN and prospects for regional arms control in Southeast Asia. Quorum, Berlin 1986, ISBN 3-88726-101-1.
- Erik Antonczyk, Susanne Feske, Simon Oerding (Hg.): Einführung in die Internationalen Beziehungen: Ein Lehrbuch. Barbara Budrich, Opladen/Berlin/Toronto 2014, ISBN 978-3-86649-257-8.